# Scotopteryx caucasica
Scotopteryx caucasica là một loài bướm đêm trong họ Geometridae.